# Finale della Coppa UEFA 1990-1991
La finale della 20ª edizione della Coppa UEFA fu disputata in gara d'andata e ritorno tra Inter e Roma. L'8 maggio 1991 allo stadio Giuseppe Meazza di Milano la partita, arbitrata dal sovietico Aleksej Spirin, finì 2-0.
La gara di ritorno si disputò dopo due settimane allo Stadio Olimpico di Roma e fu arbitrata dal francese Joël Quiniou. Il match terminò 1-0 e ad aggiudicarsi il trofeo fu la squadra lombarda.

## Le squadre
| Squadre | Partecipazioni precedenti (il grassetto indica la vittoria) |
| ------- | ----------------------------------------------------------- |
| Inter   | Nessuna                                                     |
| Roma    | Nessuna                                                     |

## Il cammino verso la finale

Klinsmann esulta dopo la sua rete che aprì la strada alla rimonta interista, nel retour match degli ottavi contro l'Aston Villa (3-0).

L'Inter di Giovanni Trapattoni esordì contro gli austriaci del Rapid Vienna superando il turno con un gol di Jürgen Klinsmann nei tempi supplementari dopo che entrambi i match si erano conclusi con un 2-1 per parte. Nel secondo turno i milanesi affrontarono gli inglesi dell'Aston Villa, che vinsero 2-0 a Birmingham ma furono rimontati 3-0 a Milano. Agli ottavi di finale gli jugoslavi del Partizan furono battuti con un risultato complessivo di 3-2.
Ai quarti i Nerazzurri affrontarono un'altra squadra italiana, l'Atalanta, e si aggiudicarono il derby vincendo in casa 2-0 dopo il pareggio a reti inviolate di Bergamo. In semifinale i portoghesi dello Sporting Lisbona furono sconfitti con la stessa modalità del turno precedente.
La Roma di Ottavio Bianchi iniziò il cammino europeo contro i portoghesi del Benfica sconfiggendoli sia all'andata che al ritorno col risultato di 1-0. Nel secondo turno i capitolini affrontarono gli spagnoli del Valencia, battendoli col risultato complessivo di 3-2. Agli ottavi i francesi del Bordeaux furono sconfitti sia all'andata, con un sonoro 5-0, che al ritorno, per 2-0.
Ai quarti di finale i Giallorossi affrontarono i belgi dell'Anderlecht eliminandoli agilmente con un netto 6-2 tra andata e ritorno. In semifinale i sorprendenti danesi del Brøndby, prima squadra della Danimarca ad arrivare in semifinale, arginarono gli attacchi della Roma in casa, terminando la partita sullo 0-0, ma furono sopraffatti all'Olimpico dal 2-1 realizzato dal capocannoniere Rudi Völler nei minuti finali.

## Le partite
A Milano va in scena la finale d'andata tra l'Inter, che torna in una finale europea dopo 19 anni, e la Roma, giunta in finale imbattuta. La Roma prova ad arginare le sortite offensive dei nerazzurri e la prima frazione termina sullo 0-0. Nella ripresa Antonio Comi stende in area Nicola Berti e Lothar Matthäus realizza con freddezza il calcio di rigore, spiazzando Giovanni Cervone. Dieci minuti dopo è la volta di Berti che ribatte in rete un tiro dalla sinistra di Klinsmann.
A Roma, due settimane dopo, in uno stadio Olimpico strapieno la Roma tenta la rimonta e mette in campo tutto quello che ha. L'Inter dal canto suo si difende benissimo, con Riccardo Ferri che neutralizza Völler, e non concede occasioni. A dieci minuti dal fischio finale arriva il vantaggio firmato da Ruggero Rizzitelli con una gran giocata, dribbling su Antonio Paganin e diagonale vincente. Per la Roma però è ormai tardi e dopo oltre un quarto di secolo dall'ultimo trofeo vinto, l'Inter porta nuovamente a casa una coppa europea.

## Tabellini

### Andata
| Arbitro: | Aleksej Spirin |

|                               |           |  |
| Matthäus 58’ (rig.) Berti 67’ | Marcatori |  |

| Inter | Roma |

| Inter               |    |                    |     |     |
|                     |    |                    |     |     |
| POR                 | 1  | Walter Zenga       |     |     |
| LIB                 | 2  | Giuseppe Bergomi   |     |     |
| TS                  | 3  | Andreas Brehme     |     |     |
| MED                 | 4  | Sergio Battistini  |     |     |
| DC                  | 5  | Riccardo Ferri     |     |     |
| TD                  | 6  | Antonio Paganin    |     | 64’ |
| CLD                 | 7  | Alessandro Bianchi |     |     |
| CC                  | 8  | Nicola Berti       |     |     |
| CC                  | 10 | Lothar Matthäus    |     |     |
| ATT                 | 9  | Jürgen Klinsmann   |     |     |
| ATT                 | 11 | Aldo Serena        | 78’ | 89’ |
| Sostituzioni:       |    |                    |     |     |
| DIF                 | 14 | Giuseppe Baresi    | 85’ | 64’ |
| CEN                 | 16 | Fausto Pizzi       |     | 89’ |
| Allenatore:         |    |                    |     |     |
| Giovanni Trapattoni |    |                    |     |     |

| Roma            |    |                     |     |     |
|                 |    |                     |     |     |
| POR             | 1  | Giovanni Cervone    |     |     |
| DIF             | 2  | Antonio Tempestilli |     |     |
| DIF             | 3  | Sebastiano Nela     |     |     |
| DIF             | 4  | Thomas Berthold     |     |     |
| DIF             | 5  | Aldair              | 67’ | 71’ |
| DIF             | 6  | Antonio Comi        | 57’ | 75’ |
| CEN             | 7  | Manuel Gerolin      |     |     |
| CEN             | 8  | Fabrizio Di Mauro   |     |     |
| CEN             | 10 | Giuseppe Giannini   |     |     |
| ATT             | 9  | Rudi Völler         |     |     |
| ATT             | 11 | Ruggiero Rizzitelli |     |     |
| Sostituzioni:   |    |                     |     |     |
| DIF             | 13 | Amedeo Carboni      | 85’ | 71’ |
| ATT             | 16 | Roberto Muzzi       |     | 75’ |
| Allenatore:     |    |                     |     |     |
| Ottavio Bianchi |    |                     |     |     |

### Ritorno
| Arbitro: | Joël Quiniou |

|                |           |  |
| Rizzitelli 81’ | Marcatori |  |

| Roma | Inter |

| Roma            |    |                     |     |     |
|                 |    |                     |     |     |
| POR             | 1  | Giovanni Cervone    |     |     |
| DIF             | 2  | Antonio Tempestilli | 39’ | 66’ |
| DIF             | 6  | Sebastiano Nela     |     |     |
| DIF             | 3  | Thomas Berthold     |     |     |
| DIF             | 5  | Aldair              |     |     |
| DIF             | 7  | Stefano Desideri    |     | 68’ |
| CEN             | 4  | Manuel Gerolin      |     |     |
| CEN             | 8  | Fabrizio Di Mauro   |     |     |
| CEN             | 10 | Giuseppe Giannini   |     |     |
| ATT             | 9  | Rudi Völler         |     |     |
| ATT             | 11 | Ruggiero Rizzitelli |     |     |
| Sostituzioni:   |    |                     |     |     |
| DIF             | 15 | Fausto Salsano      |     | 66’ |
| ATT             | 16 | Roberto Muzzi       |     | 68’ |
| Allenatore:     |    |                     |     |     |
| Ottavio Bianchi |    |                     |     |     |

| Inter               |    |                    |     |     |
|                     |    |                    |     |     |
| POR                 | 1  | Walter Zenga       |     |     |
| LIB                 | 2  | Giuseppe Bergomi   |     |     |
| TS                  | 3  | Andreas Brehme     |     |     |
| MED                 | 6  | Sergio Battistini  |     |     |
| DC                  | 5  | Riccardo Ferri     |     |     |
| TD                  | 4  | Antonio Paganin    |     |     |
| CLD                 | 7  | Alessandro Bianchi | 83’ |     |
| CEN                 | 8  | Nicola Berti       |     |     |
| CEN                 | 10 | Lothar Matthäus    |     |     |
| CLS                 | 11 | Fausto Pizzi       |     | 66’ |
| ATT                 | 9  | Jürgen Klinsmann   | 74’ |     |
| Sostituzioni:       |    |                    |     |     |
| DIF                 | 14 | Andrea Mandorlini  |     | 66’ |
| Allenatore:         |    |                    |     |     |
| Giovanni Trapattoni |    |                    |     |     |